# Кучное выщелачивание

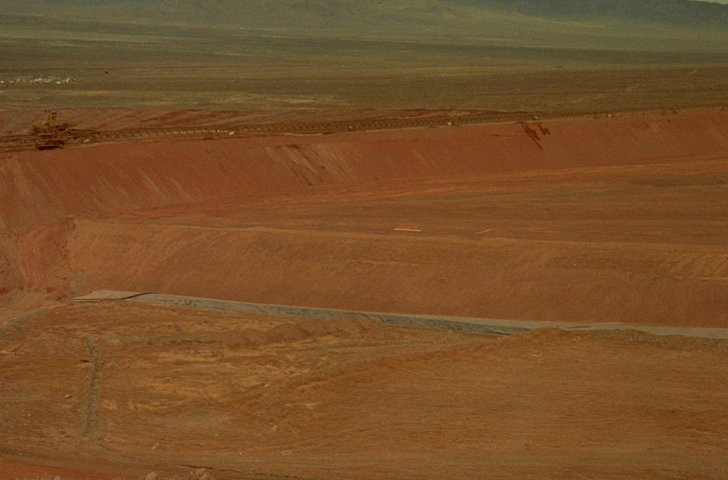
Кучное выщелачивание золота.

Кучное выщелачивание — процесс получения полезных компонентов (прежде всего металлов) растворением подготовленного (раздробленных забалансовых руд и отвалов бедных руд или хвостов обогатительной фабрики) и уложенного в специальный штабель минерального сырья, с последующим их выделением (осаждением) из циркулирующих растворов.